# ベイマックス
『ベイマックス』（原題：Big Hero 6、ビッグ・ヒーロー・シックス）は、2014年のアメリカ合衆国の3Dコンピュータアニメーションスーパーヒーロー映画。マン・オブ・アクション制作のマーベル・コミックのスーパーヒーローチーム「ビッグ・ヒーロー・シックス」を基にして、ウォルト・ディズニー・アニメーション・スタジオが製作し、ドン・ホールとクリス・ウィリアムズが監督を務めた。
2014年10月23日に第27回東京国際映画祭でプレミア上映され、2014年11月7日に米国でディズニーデジタル3DおよびRealD 3Dフォーマットで劇場公開された。批評的と興行的にも成功を収め、全世界で6億5780万ドル以上の興行収入を記録し、2014年のアニメーション映画の中で最高の興行収入を記録した。第87回アカデミー賞では長編アニメ映画賞を受賞した。またウォルト・ディズニー・アニメーション・スタジオの長編映画が日本で12月に公開されたのは2007年公開の「ルイスと未来泥棒」以来7年ぶり。
2017年には、テレビアニメシリーズ『ベイマックス ザ・シリーズ』が米国ディズニーXDで放送されている。

## 概要
ウォルト・ディズニー・アニメーション・スタジオ製作で、同社の長編作品としては54作目となる。
原案は日本人の主人公を含むヒーロー6人を描いたマーベル・コミックのアメコミ作品『ビッグ・ヒーロー・シックス』。ディズニーのアニメ映画としてはマーベル・コミックの登場人物を主人公とする初めての作品である。
映画化に際し、世界観や設定が原作から大きく改変されている。2009年にディズニーがマーベル社を買収したあと、マーベル・コミックの中で映画化できそうな作品を探しているときに、監督のドン・ホールがデータベースの中から同作を発見した。
掲載時にさほど人気が出なかったため、マーベル社のスタッフからも忘れられていた作品であった。ホールも初めて知る作品だったが、タイトルと日本的要素に魅かれ、プロデューサーのジョン・ラセターに話を持っていき、ディズニーアニメに合う内容に変更されて脚本が創作された。原作では初期チームメンバーとして登場していたサンファイアとシルバー・サムライについては当時、マーベルコミックの『X-メン』シリーズを映画化している20世紀フォックス社（現在はディズニー傘下の20世紀スタジオ）が権利を持っていたため、登場させられなかった。
映画化に際し、作品の舞台が東京から、東京とサンフランシスコを混ぜ合わせた未来の架空の都市「サンフランソウキョウ」（漢字表記では「奏京」）へと変更され、チームメンバーも多人種の混成チームとなった。ロボットのベイマックスも原作ではドラゴン風の顔を持つ人造生命体だが、映画では看護ロボットへと改変されている。ストーリーも超能力を持ったヒーローが悪を倒すのではなく、メンバーのそれぞれが自身の能力を活かして協力する姿や主人公を取り巻く友情や家族愛に、力点が置かれている。
日本的要素が多く散りばめられ、スタッフによって撮影された東京の風景が数多く取り入れられており、日本の立体看板なども採用されている。ベイマックスの頭部は、監督のドン・ホールがリサーチのために日本に訪れた際に見た花園神社の鈴がモチーフとなっている。
また、イラストレーターのコヤマシゲトがキャラクターデザインに参加しており、ベイマックスの戦闘モードの角などに面影が残っている。

## ストーリー
1906年に起きた大地震により崩壊したサンフランシスコを、日本からの移民により復興した未来の都市サンフランソウキョウに住む14歳の少年・ヒロ・ハマダは天才的な科学の才能を持つが、夢もなく飛び級で高校を卒業したことで目標を見失い、その才能を非合法のロボット・ファイトのために利用するという自堕落な生活を送っていた。そんな弟を見かねた兄のタダシは、彼を自身の所属する工科大学へ連れていく。タダシの友人である「科学オタク」たち（ゴー・ゴー、ワサビ、ハニー・レモン（ヒロの先輩たち3人）と、フレッド（ヒロの同級生））の手がけた数々の発明品や、兄の開発した白くて風船のような見た目のケアロボットベイマックスを目にして刺激を受けたヒロは、尊敬するロバート・キャラハン教授と出会ったことで科学の夢を追究したいと飛び級入学を決意する。
入学するためには、大学の研究発表会でタダシの恩師でありロボット工学の第一人者であるキャラハン教授をうならせる独創的な発表をしなければならない。タダシや大学の仲間たちの協力の下、ヒロは発明品を完成させ、発表会でプレゼンテーションを行なう。ヒロの発明したマイクロボットは指先ほどのサイズしかないが、互いに引き寄せあって集合体を形成する特性を持ち、操作者の頭部に装着した神経トランスミッターでコントロールすることで、その集合体を瞬時に思うままの形状に変化させることができるという画期的な発明品だった。発表は大成功をおさめ、ヒロはキャラハン教授から直々に入学を許可される。しかしその直後、会場で火災事故が発生。タダシは建物に取り残されたキャラハン教授を助けようと炎の中に飛び込み、帰らぬ人となってしまう。ヒロは、兄のタダシだけでなく、尊敬するキャラハン教授、マイクロボットを一度に失う。
タダシの死以降、ヒロは心を閉ざして部屋に引きこもっていたが、彼が思わず発した言葉によってベイマックスが起動し姿を現す。ベイマックスはタダシに与えられた「傷ついた人の心と体を守る」使命に従いヒロの痛みを癒そうと試み、ヒロの手元に唯一残されていたたった一つのマイクロボットの反応を頼りに、街の探索を始める。街に出たベイマックスを慌てて追ったヒロは、彼と共に古びた倉庫にたどり着くが、倉庫の中ではあの火災で失われたはずのマイクロボットが大量に生産されていた。二人はそこで謎を秘めた仮面の男ヨウカイ に遭遇し、男の操る大量のマイクロボットに襲われながらも、命からがら逃げ帰る。
一連の出来事から、タダシの死が事故ではなくマイクロボットを狙った者による犯行なのではと推理したヒロは、兄の死の真相を知るために仮面の男と対峙する決意をする。彼はベイマックスに戦闘用のプログラムを組み込み、バージョンアップする。港でヨウカイに迫ったヒロだが、その圧倒的な力を前にしては逃げる事しかできず、ヒロを心配して追いかけてくれた仲間たちに助けられて何とか窮地を脱する。
フレッドの家に集まったヒロたち。フレッドはヨウカイの正体は実業家のアリステア・クレイで、研究発表会でクレイがヒロのマイクロボットの権利の譲渡を求めたのを、ヒロがそれを断ったからではないかと推理する。ヒロは信じようとしなかったが、ベイマックスがヨウカイのスキャンをした事を知り、まちじゅうの人をスキャンしヨウカイを捕まえようとする。それぞれの研究にあわせたスーツを開発、ベイマックスのアーマーもより戦闘的なものに改良してロケットパンチを搭載、強化スキャナーと飛行機能も加えてバージョンアップを果たす。
ヒロは飛行機能のテストも兼ねてベイマックスと共にサンフランソウキョウの大空へと飛び立ち、夕暮れの中を自由に飛び回る。ヒロの精神状態が改善に向かったことをスキャンしたベイマックスはケアの終了を提案するが、ヒロはヨウカイを捕まえることを主張し、ベイマックスがスキャンしていたヨウカイの身体データを元に彼の居場所を探ったところ、ヨウカイが孤島の研究施設にいることを知り、仲間達と共にその研究施設に乗り込む。そこでヒロ達は残された録画映像から、過去にこの場所でクレイの経営する大企業「クレイテック」によって軍や政府関係者を前にした物質転送装置の実験が行われるが、クレイが装置の不調を押し切って実験を強行したため、テストパイロットが消息不明になるという事故が起こっていたことを知る。
そこへ再びヨウカイが現れ、ヒロ達を攻撃する。マイクロボットを駆使するヨウカイにヒロ達は立ち向かうが、初の実戦でそれぞれが好き勝手に能力を使ったため翻弄されてしまう。しかし戦いの最中、なんとかヒロはヨウカイの仮面を奪うことに成功。その正体は、火災によって死亡したと思われていたキャラハン教授だった。キャラハン教授は火災の中に取り残されるも、マイクロボットを耐火シェルターとして使い生還していたのだ。ヒロはキャラハン教授が結果的に兄を見殺したのではないかと激怒し、ベイマックスからケアデータを抜き取って教授の殺害を命令する。仲間たちは暴走するベイマックスを止めようと必死になり、ベイマックスにケアデータカードを再挿入したが、キャラハン教授はその隙をついてマイクロボットとともに施設から姿を消していた。ヒロは反対を押し切って尚もキャラハン教授を追跡するが、スキャナーの破損により失敗に終わる。
失意の内に自宅へ戻ったヒロは、ベイマックスから再びケアデータカードを抜き取って戦闘モードにしようとするが、ベイマックスは拒否し、かわりにタダシが「大勢の人を助けるために」と不眠不休でベイマックスを開発した際の記録映像を再生する。自分が間違っていたことを悟ったヒロは、仲間たちに謝罪し、今度こそキャラハン教授を逮捕し、兄のように人を助けるために自分の才能を使うことを誓う。そしてヒロ達は、残りの録画映像から転送装置の事故で行方不明になったパイロットがキャラハンの娘アビゲイルだったことを知り、キャラハンがマイクロボットを使ってクレイに復讐しようとしていた事を突き止める。
折り悪くクレイテック社は新社屋の完成パーティを開催しており、キャラハン教授は修理した転送装置で、クレイテック社とクレイ本人をまるごと異世界へ吸い込もうとしていた。駆けつけたヒロ達は大量のマイクロボットに苦戦するも、各々の能力を最大限に発揮し、マイクロボットを転送装置に吸い込ませることで無力化に成功。キャラハン教授からトランスミッターを奪い、彼の復讐を防ぐ。転送装置は暴走を続けるものの、限界を迎えて崩壊しつつあり、全ては終わったかに見えた。
しかしその時、ベイマックスの強化スキャナーが装置の奥に生命反応を感知し、アビゲイルが異世界内で生きていることを知ったヒロは、兄のように人を助けるため、ベイマックスと共に装置の奥の異世界へと飛び込んでいく。そして無事にアビゲイルを救助して脱出しようとするも、途中で瓦礫からヒロをかばったことでベイマックスが破損、最後にロケットパンチでアビゲイルが乗ったポッドと共にヒロを転送装置の入り口に送り返すも、ベイマックスは異世界の彼方へと消えていき、消滅してしまう。
季節は巡り、ヒロは大学に通うようになった。仲間と共に悲しみを乗り越えて前に進むヒロは、ある日ベイマックスが自分に託したロケットパンチが、何かを握りしめている事に気がつく。それはベイマックスの頭脳であるケアデータカードだった。ヒロはベイマックスを自力で完成させて彼と再会し、みんなと共にサンフランソウキョウの街を守るヒーローBIG HERO 6として、今日も人々を助けるのだった。
そして物語はエンドロール後、「ヒーローになって活躍する自分のことを父に見てほしかった」と吐露するフレッドが、父の秘密（父もヒーローだった事）を知ってしまい、父と再会を果たして絆を確かめ合うことで映画は幕を閉じる。

## 登場キャラクター

### 主要キャラクター
ヒロ・ハマダ（Hiro Hamada）
本作の主人公。架空都市サンフランソウキョウに住む14歳のロボット工学の天才少年 。また、ヒロの声優を演じたライアン・ポッターはヒロと同じく日本人と白人のハーフである 。身長は153センチ。13歳にして飛び級で高校を卒業しているが、夢も目標もなく、大学にも興味を示さなかったため進学をせず、まともな職にも就かず、違法なロボット・ファイトに熱中してストレス発散をしていた。3歳の時に両親を亡くして以来、叔母と兄との3人暮らし。彼の唯一の味方であり、理解者でもある兄のタダシの誘いでサンフランソウキョウ工科大学へ飛び級入学を決意、大学の研究発表会でのプレゼンテーションに成功し入学を決めるが、その直後にタダシは謎の火災に伴うバックドラフトによって帰らぬ人となってしまう。失意の中ずっとひとりきりで自室に閉じこもっていたが、たまたま軽い怪我をした際に起動したベイマックスと、友達のような親子のような不思議な関係を築くことになる。ベイマックスへの思いは、彼を亡き兄と重ねている部分もある。
自分が発明した「マイクロボット」がタダシの死と関係していると思い、ベイマックスと共に真相を究明する。イメージカラーは青紫（パワードスーツの色）。
ヒロの多重放送（字幕放送）の台詞の字幕の色は、主人公を表す黄色。
後に先述の通り仮面の男対策として紫を基調としたスーツを着用するが、ベイマックスの背中に手足をロックできる以外、他のパワードスーツとは異なり特に目立った武装が見当たらない。そのため戦闘はパワードスーツ着用時のベイマックスの能力に依存しており、主にベイマックスの背部に搭乗し、指令・ナビゲートを行う。
日本版コミカライズでは一人称が「オレ」に変更されており生意気な面が増えている一方、タダシに対しては彼を救えなかった自分を責めるなど依存心も増えている。映画版では叔母であったキャスが母親として生存・登場している。仮面の男が起こした一連の事件が収束した後、タダシを必ず見つけ出す決意を固めた事や長らく自宅を留守にしていた為に安否を心配していたキャスの為に、転がすと小さなベイマックス（ミニマックス）が出てくるダルマを作ったり、以前に比べキャスと会話を沢山するようになった。他にも押すと液状ウィッグを出すタコの人形を発明している。「誰かを救える発明家になりたい。そうなった自分をタダシに見てもらいたい」と思えるようになり、精神的な成長もしている。BIG HERO 6 としてヒロが自らの手で復活させたベイマックスや仲間たちと一緒にサンフランソウキョウのヒーローとして活躍もしている。
ヒロの発明品
メガ・ボット（Mega-Bot）
ヒロが操るロボット・ファイト用のメカ。電磁ベアリングサーボと呼ばれる球体を中心にした楔形をしており、互いに接続しあって集合体を形成する特性を持つ。これを三つ組み合わせ、分裂、回転することで戦闘を行う。操作にはコントローラーパッドを用いる。
マイクロボット（Microbots）
ヒロが開発した小さいメカ。メガ・ボットを小型化する形で作られた。
操作方法は大幅なバージョンアップをしており、操作者の頭部に装着した神経トランスミッターでコントロールすることで、その集合体を瞬時に思うままの形状に変化させることができる。接続はかなり強力なようで、人をぶら下げる、かなりの重量物も余裕で運搬するなどしている。
工科大学の研究発表会にてクレイが持ち去ろうとしてヒロに取り上げられた一体を除き火災で焼失。しかし後にキャラハンによって量産され、ヒロ達に襲いかかる。
ベイマックス（Baymax）
本作の準主人公兼マスコットキャラクター。ヒロの兄・タダシが開発した、心と体を癒やすために生まれたケア・ロボット。男性声優が声を当てており、性別が存在しない。しかし、スマートフォンのアプリゲーム『LINE：ディズニーツムツム』では「男の子ツム」に分類されている。
ベイマックスの多重放送の台詞の字幕の色は準主人公、主人公に次ぐメインキャラを表す青。また、ベイマックスはロボットなので心を持っておらず、あくまでタダシのプログラム通りに行動している。
一人称は「私」で、誰に対しても丁寧な口調で話す。身長は約183センチでありながら、体重はわずか34キロしかない 。
思わず抱きつきたくなるような白く柔らかい体の内部には空気が充填されている。体内の空気を出し入れすることで、ある程度は体型を変えることができるが、体に穴を空けられた場合は、漏れ出た空気を自力で留めることはできない。イメージカラーは白だが、赤いパワードスーツを着用するので、赤の要素もある。
1万通りものの医療データのカードが挿入されており、頭部のレーダーでスキャンした人物の心拍数・脳波・血液型等を瞬時に分析できる。脳内伝達物質の量をスキャンすることで相手のストレスや感情を把握することもできる。両手をこすり合わせることでAEDを発動し、水中に落ちれば浮き袋となって人々を救出し、体を冷やした人に対してはボディを発熱させることで暖めるなど、極めて多彩な機能を搭載している。当初はプログラムされていない為か、交通ルールを守れなかったり、タダシの死を理解出来なかった。日本版の吹き替えでは「あーっと（『おや』と言うニュアンス）」、ヒロとグータッチをした後に拳を解きながら、「パララララララ」と言うのが口癖。
動力はリチウムイオン電池。起動待ちの状態では、充電機能を兼ね備えた赤い箱に収納されており、近くにいる人間が怪我をしたりした際の「痛い」等の声に反応し、自動的に体内の空気が膨らむ形で姿を現し、その人物に対して「こんにちは、私はベイマックスです」と挨拶をする。データに基づいて治療を行った後、相手に「もう大丈夫」と言葉をかけられることで作動停止する。電池が切れかけると、まるで酔っ払いのような覚束ない言動になる。
人を傷つけることを禁じられ、戦闘意欲や戦闘能力も持っていない。パンチやキックは壁に軽く触れる程度。体の大きさに比べて足が短いため、速く動くことはできない。骨格はカーボンファイバーで出来ているために頑丈であり、最大で400kgもの物体を持ち上げることが可能。劇中でも何度もヒロを抱き抱えて移動している。
ヒロの仮面の男対策によって空手を取り入れた戦闘データのカードを挿入し、灰色に近い緑を基調としたパワードスーツを装備する。後にさらなる強化を図った赤色のパワードスーツへ換装し、より高性能化したレーダー、飛行能力、ロケットパンチ、および背部にヒロを搭乗させるスペースが追加された。この時医療データのカードが抜き取られて戦闘データのカードのみカードスロットに挿入されている状態になっていると、両目が赤く染まり、指定されたターゲットに容赦ない攻撃を行い、妨害する者がいれば敵味方関係なく危害を与え、暴走状態になってしまう。結果的に医療データのカードはリミッターの役割も担っている。
クレイテック社の新社屋でクレイへの復讐を果たそうとするキャラハンの行動を阻止。その直後でキャラハンが作り上げた転送装置内の異世界で長らく生死不明であったキャラハンの娘・アビゲイルを見つけ出すが、異世界より脱出する直前に瓦礫からヒロとアビゲイルを庇ったことでパワードスーツが大破してしまい、唯一稼働可能であったロケットパンチで二人を現実世界に戻すがベイマックス自身は異世界の彼方へ消え去ってしまう。しかしロケットパンチに医療データのカードが握り締められていたため後にヒロによって復元された。
日本版コミカライズではヒロとの交流がより詳細に描かれており、仮面の男が起こした一連の事件を通して「ヒロの大事な友達」の一人になった。
ミニマックス
日本版コミカライズに登場した小さなベイマックス。ヒロの安否を心配して不安になっているキャスの為作ったダルマの中から登場。メッセージの録音・再生機能が備わっている。ヒロとキャスの会話を理解しているのか、慌ただしく自宅を出るヒロをキャスと一緒に見送っている。キャスの左肩にぶら下がっている。
ゴー・ゴー / ゴー・ゴー・トマゴ（GoGo / GoGo Tomago）
サンフランソウキョウ工科大学に通う、短い黒髪の女性。クールでぶっきらぼうな性格で、いつもガムを噛んでいる。
運動能力が高いほか、仮面の男から車で逃げる際にはワサビに代わって運転して振り切るほどのドライビングテクニックを持つ。
大学では電磁サスペンションを使った反重力バイクの開発をしている。車輪をパワードスーツに直接装着することでインラインスケートの動作を思わせる超高速移動が可能で、特定の条件で物質を裁断させる斬撃武器にもなる。パワードスーツの色は黄色。
ワサビ / ワサビ・ノ・ジンジャー（Wasabi / Wasabi No-Ginger）
サンフランソウキョウ工科大学に通う、ドレッドヘアーが特徴な大柄な黒人の青年。あだ名の由来は食事中にワサビをシャツにこぼしてしまったことからフレッドにつけられた。
厳つい外見とは裏腹に、性格は几帳面で繊細。仮面の男から車で逃げる最中でも赤信号で律儀に止まり、曲がる際にはわざわざウィンカーを出している。潔癖症な上に高所恐怖症。
彼の発明は何でも切れるレーザーカッター。それを応用・開発されたパワードスーツに装備された電磁波レーザーブレードを両腕から出現させて戦う。ワサビのパワードスーツは頭部の装備が目の部分を覆う半透明のバイザーのみになっており、唯一ヘルメットがない。パワードスーツの色は緑色。
ハニー・レモン（Honey Lemon）
サンフランソウキョウ工科大学に通う、赤い眼鏡をかけた高身長の金髪の女性。明るくマイペースな性格で、スマートフォンでよく写真を撮る。
化学反応のエキスパートである彼女の武器は、ぶつけると凍結や凝固などのあらゆる変化を引き起こすボール。ボールはショルダーバッグ状の装置の中で作られている。劇中で装置を失っているが特にアフターリスクの言及はされていない。
ちなみに、パワードスーツ装着時は赤い眼鏡を外しているが、コンタクトレンズで代用しているのか元々伊達眼鏡なのかは不明。パワードスーツの色はマゼンタに近い濃いピンク。
フレッド・エンジェル / フレデリック・フレデリクソン（Fred Angel / Frederick Frederickson）
本名は「フレデリック」だが、続編の『ベイマックス ザ・シリーズ』でフルネームが「フレデリック・フレデリクソン四世」と判明。
ヒロと同じ学生であり、サンフランソウキョウ工科大学に出入りする、大学のマスコットキャラを務めている山吹色の長髪の青年。陽気な性格で、仲間たちにあだ名をつけるのが得意。
射撃や看板回しの名手だが、SFやスーパーヒーローが大好き。家は金持ちであり、自室では数多くのフィギュアや漫画で溢れている。
カイジュー・ビッグ・バッテル（Kaiju Big Battel,ボストン美術館ヴィジュアルアーツ校（en ）の学生が1996年から始めた実在のショーで、怪獣の着ぐるみを着てリングでプロレスマッチをする）の大ファン 。
彼の装備する三つの目の怪獣型の着ぐるみは、ジャンプ力強化や火炎放射、煙幕の霧といった機能を備えている。パワードスーツの色はシアンに近い薄い青。
下着のパンツを洗濯せずに、裏返しするなどして何日もはき続けている。これがエンドロール後の父親との再会のオチとなっている。
タダシ・ハマダ（Tadashi Hamada）
本作のキーキャラクターであり、ベイマックスの発明者。ヒロの兄でサンフランソウキョウ工科大学の大学生。ヒロの良き理解者で、叔母同様にどれだけ悪いことをしても全く見捨てない優しい性格だが、大学の研究発表会当日、キャラハン教授を助けようとして炎に包まれる発表会会場に飛び込んだ直後にバックドラフトに巻き込まれ命を落とす。
日本版コミカライズでは事故に巻き込まれ、ヒロが自身を懸命に助けようとしている際に「ヒロの作る世界を見たかった」と言い残し手を離してしまい、ワームホールに飲み込まれ生死不明になってしまうオリジナルのシーンがある。アビゲイルと別の空間にいるのか、ワームホール内でベイマックスの生命感知センサーで見つけ出す事が出来なかった為、ヒロにタダシの捜索を続ける強い決意を固めることになった。大学の研究発表会後に福祉系の大学で研究を続ける予定であった。
タダシの多重放送の台詞の字幕の色は、緑色（ディズニー作品は「塔の上のラプンツェル」や「美女と野獣」など、ヴィランズの台詞に緑が採用される事が多い）。

### サブキャラクター
キャス・ハマダ（Cass Hamada）
ヒロとタダシの叔母で、2人の母親代わり。彼らの自宅でカフェ「ラッキー・キャット」を営んでいる。料理上手。
少々せっかちだが明るい性格で、ヒロには何度も手を焼かされているが、見捨てることは絶対に考えない心優しい女性。「モチ」という名前の三毛猫を飼っている。ちなみにモチは三毛猫では珍しいオスである（英語版で「he（彼）」と呼ばれていたため）。
日本版コミカライズでは母親として登場している。ヒロの成長とミニマックスのおかげもあってか、以前より多くヒロと会話をするようになった。
ロバート・キャラハン教授 / ヨウカイ（Professor Robert Callaghan / Yokai）
サンフランソウキョウ工科大学の教授でロボット工学の第一人者であり、劇中の様々な科学的理論、装置を生み出している。ヒロの作るメガ・ボット、マイクロ・ボットに用いられる電磁ベアリングサーボも彼の発明。タダシに誘われて工科大学に足を運んだヒロに飛び級入学を勧めた。
技術会社の社長アリステア・クレイの利益追求に不信感を抱いている。
実は本作のディズニー・ヴィランズ。研究発表会の爆発事故でタダシと共に帰らぬ人となったと思われたが、彼のみ会場に残されていた大量の「マイクロボット」を操ることで身を守り、脱出していた。その後隈取の仮面を被り、ヒロが発明した「マイクロボット」を自ら量産・操作し、爆破事故の真相究明で追ってきたヒロ達と対峙する。マスクが神経トランスミッターとなっているため、外したり破壊されると「マイクロボット」の機能が停止する。
その目的は、過去にクレイが関与していた極秘プロジェクト「沈黙のツバメ計画」の実験事故で、テストパイロットとして参加していた娘のアビゲイルが消息不明となり、その原因を生んだクレイを憎悪し、復讐を果たすことであった。最終的には逮捕され、アビゲイルもまた無事に救い出されたことで、娘との再会を予感させる形で退場する。
「トイ・ストーリー3」のロッツォと同じく、悲しい過去があって歪曲したとはいえ行った悪事がディズニーヴィランズの中でもかなり非道な部類に入る。
アビゲイル・キャラハン（Abigail Callaghan）
キャラハン教授の娘。政府とクレイテックが共同で進めていた極秘プロジェクト「沈黙のツバメ計画」のテストパイロット。数年前に実験中の事故によって行方不明になった。生存は絶望的と思われていたが、事故によって生まれた亜空間でコールドスリープ状態で生き延びていた。ヒロとベイマックスの連携によって救出され、無事に生還した。彼女が救急隊員に自分の名前を答えるところを見て、キャラハン教授は大人しく逮捕される。
幼い頃はロボット・ファイトに夢中になっていたらしい。
映画本編と日本版コミカライズで容姿が異なる。
アリステア・クレイ（Alistair Krei）
技術会社「クレイテック」の社長。安全面より利益を追求して現在の地位を築く。ヒロの才能に興味を持つ。ヒロが発明した「マイクロボット」の権利の譲渡を求めるも、ヒロに断られて諦めたが、さりげなくその一つをポケットに入れて持ち去ろうとするなど、抜け目のない狡猾な人物。この性格が災いを招くことになる。また、当初はヒロ達はヨウカイの正体が彼だと疑っていた。

### その他
ミスター・ヤマ（Mr. Yama）
本作のもう一人のディズニー・ヴィランズだが、冒頭シーンのみしか登場しない。ヤクザのボスでもあるロボットファイター。口が悪い巨漢の男性。ロボットファイトでヒロのマイクロボットに敗北するが、自分の敗退を認めずマイクロボットを没収して手下を使ってヒロに倍返ししようとした際、兄のタダシに助けられ逃げられてしまう。手下共々警察に逮捕される。
テレビアニメ『ベイマックス／帰ってきたベイマックス』にも登場する。
ガーソン巡査（Gason police officer）
ヨウカイから逃げたヒロとベイマックスが訪ねた交番の巡査。根暗な顔をしており、ヒロの話を聞いてもあまり真剣に取り合ってくれない。穴が空いたベイマックスにセロテープを渡す。ガーソンは両親に迎えに来てもらうように薦めるが、ヒロはそれを聞いた途端に逃亡する。
ヒースクリフ（Heathcliff）
フレッドの家の執事。どんな時でも表情を変えない。ヒロたちのパワードスーツの性能を確かめるための練習台まで務める。
フレッドの父親（Fred's Father）
大富豪でもあるフレッドの父親。フレッドとの関係は良好だが、多忙を極めているらしく家にはなかなか戻れない。彼の仕事は不明。邸宅の隠し部屋にはかつてヒーローをしていた頃に使っていた衣装や機材が残っている。パンツを裏返すなどして何日も履き続けるのは息子と同じ。
モデルはスタン・リー。

## 声の出演
| 役名                        | 原語版                     | 日本語吹き替え版                                     |
| --------------------------- | -------------------------- | ---------------------------------------------------- |
| ベイマックス                | スコット・アドシット       | 川島得愛                                             |
| ヒロ・ハマダ                | ライアン・ポッター         | 本城雄太郎                                           |
| タダシ・ハマダ              | ダニエル・ヘニー           | 小泉孝太郎                                           |
| フレッド・A・デリクソン     | T・J・ミラー               | 新田英人                                             |
| ゴー・ゴー・トマゴ          | ジェイミー・チャン         | 浅野真澄                                             |
| ワサビ・ノー・ジンジャー    | デイモン・ウェイアンズ Jr. | 武田幸史                                             |
| ハニー・レモン              | ジェネシス・ロドリゲス     | 山根舞                                               |
| キャスおばさん              | マーヤ・ルドルフ           | 菅野美穂                                             |
| ロバート・キャラハン教授    | ジェームズ・クロムウェル   | 金田明夫                                             |
| アビゲイル・キャラハン      | ケイティ・ロウズ           | 植竹香菜                                             |
| ヒースクリフ                | デヴィッド・ショーネシー   | こねり翔                                             |
| アリステア・クレイ          | アラン・テュディック       | 森田順平                                             |
| ガーソン巡査                | ダニエル・ガーソン         | 坂口候一                                             |
| Mr.ヤマ                     | ポール・ブリッグス         | 立木文彦                                             |
| Mr.ヤマのアシスタント       | シャーロット・グレイジアン | 甲斐田裕子                                           |
| 将軍                        | エイブラハム・ベンルービ   | 中田譲治                                             |
| ニュースキャスター          | ビリー・ブッシュ           | あべそういち                                         |
| ロボット・ファイト場の男性  |                            | 桂一雅 西村太佑 三宅貴大 中島ヨシキ こばたけまさふみ |
| ロボット・ファイト場の女性  |                            | 大津愛理 田中あいみ 兼田奈緒子                       |
| コンピュータ音声            |                            | Pepper                                               |
| フレッド・A・デリクソンの父 | スタン・リー               | 大木民夫                                             |

## 日本語版スタッフ
- 演出：岩見純一
- 翻訳：石山祐子
- 翻訳監修：ジム・ハバート
- 音楽演出：市之瀬洋一
- 録音：吉田佳代子、HALF H・P STUDIO、サウンドインスタジオ、ミュージックブレインズ
- 調整：Shepperton Internationa
- 制作担当：別府憲治、尾澤美牧（HALF H・P STUDIO）
- 録音制作：HALF H・P STUDIO
- 制作監修：河村貴光
- 日本語版制作：DISNEY CHARACTER VOICES INTERNATIONAL, INC.

## 主題歌・挿入歌
- フォール・アウト・ボーイ「Immortals」 - 本作のための書きおろし挿入歌
- AI「Story (English Version)」[19] - 日本公開版エンディング・テーマ

## 製作
プロデューサーのラセターは「映画のストーリーはリサーチから生まれる」という信条から、製作チームにロボット工学関連の施設をいくつか訪問させた。今までにない、かわいいロボット像を模索していた製作チームはカーネギー・メロン大学で医療用の空気注入型ソフトロボットを知り、これをベイマックスに応用することを決めた。製作チームは日本のアニメ映画に非常に触発されており、ベイマックスもスタジオジブリのアニメ映画『となりのトトロ』のトトロを思わせるものを想定した。監督のホールは「西洋の文化では、テクノロジーは敵対する悪として描かれてきた。たとえば『ターミネーター』でもロボットやコンピューターは世界を乗っ取ろうとする存在だが、日本では逆で、テクノロジーはよりよい未来のための道筋と捉えられている。この映画でもその考えを踏襲している」と語った。
ベイマックスの顔は、日本での取材旅行中にホール監督が神社の鈴を見て決めた。当初、顔には口を付けるつもりだったが、キャラクターデザイナーのキムの発案であえて口を付けず、言葉ではなくボディランゲージとまばたきで感情を表現することにした。キムは日本の通販番組で見た炊飯器がいかにかわいかったかをインタビューで力説し、ベイマックスのキャラクターデザインでもかわいさを重視したと語った。ベイマックスはかわいくて好奇心旺盛なキャラ設定となり、動きも極力制限され、幼児やおむつをした赤ちゃん、赤ちゃんペンギンの3つをモデルにかわいい所作を取り入れた。
ベイマックスのパワースーツも当初ガンダム風だったが、変更された。
舞台となる架空都市サンフランソウキョウは、サンフランシスコにあるヴィクトリア様式やクィーン・アン様式の建物に日本のディテールを加えるなど、サンフランシスコの象徴的イメージに日本的要素を加えてリメイクした(例:ヒロの自宅)。製作チームの日本での取材旅行で印象的だったものに、ゴミ箱から自販機、歩道タイルに至るまでに見られる日本のデザインの丁寧な仕上がりがあったため、サンフランシスコの実際の街をベースに、その丁寧さと東京的なテクノな雰囲気を加味した。
ヒロが開発したマイクロボットが集合体としてうごめく難しい動きは、蟻の生態を参考にして特殊効果チームが作り上げた。この特殊効果チームには当時、渡辺淳、成田裕明の2名の日本人スタッフが在籍した。
ディズニーアニメでは何度も作り直して検討されるのがつきものであるが、本作でも最初のシーンだけでも40パターンが検討された。製作過程でヒロの飼い猫モチのロボット・キャット化（空飛ぶブーツ）が何度も検討されたが、ストーリーに合わないという理由で最終的に却下された。日本市場でのロケット・キャット（ドラえもんのこと）の成功もあり、そのアイデアに一目惚れした日本サイドのマーケティングスタッフはこれに固執したが、日本で（ドラえもん映画の）宣伝キャンペーンがあったばかりなので諦めさせたという。
美術監督のスコット・ワタナベによると、キャラハン博士の娘アビゲイルの操縦室は士郎正宗の影響を受け、シンプルな外観に複雑な内部を持つ構造にした。ヒロの自宅周辺の風景は、ハイト・アッシュブリー地区(en)（ヒッピームーブメント生誕の地と言われる地域で日系人コミュニティがあった）やその周辺の（日本街の）昭和の雰囲気が残る古い街並みを参考にした。
監督のクリス・ウィリアムズは、日本人に向けたメッセージとして、フライトシーンで東京とサンフランシスコの融合した町並みを見て欲しい事と、「フライト後の夕日を眺めるシーンで、ヒロとベイマックスの二人に恋すると思うよ」とインタビューで発言している。

### ソフトウェア
ウォルト・ディズニー・アニメーション・スタジオはベイマックスを製作するにあたって、"Hyperion"というレンダリングソフトウェアを新しく開発した。クリス・ウィリアムズとともに監督を務めたドン・ホールによると、Hyperionはベイマックスに透き通った輝きを与え、ベイマックスの内側で光が乱反射するのを可能にしているという。ウォルト・ディズニー・アニメーション・スタジオの最高技術責任者（CTO）であるAndy Hendricksonは、Hyperionの開発には2年と2億コンピューティング時間を要し、「ベイマックス」の制作が始まったときはHyperionがうまく機能するかどうか誰にも分からなかったと語る。この映画の制作には途方もない処理能力が必要だった。ロサンゼルスにあるDisneyの3つのレンダリングファームとサンフランシスコにある1つのレンダリングファームが接続され、計5万5000個のコアを搭載する約4600台のコンピュータで構成されるスーパーコンピュータが誕生した。参考までに、「アナと雪の女王」で使われたコアは2万6000個である。自動管理システムの「Coda」が4つのレンダリングファームで処理される情報を制御した。Hendricksonは次のように説明する。「われわれは予測を立てるとき、いくつかのシーンをレンダリングする。つまり、いくつかの仮想世界を写真に変えるのだが、われわれは、それをレンダリングと呼んでいる。その予測を見ると、こうした計算のためには、この極めて大規模なマシンが必要なことが分かった。時間と複雑さを考慮すると、5万5000コアのマシンが必要だった」「それほどのマシンを稼働させるのに必要なエネルギーと冷却機能を単独でまかなえるDisneyの施設はなかった。マシンを4つの施設に分散し、それらすべてを再び統合して1つの大きなマシンを完成させた。それらすべてを動かすには、相当なエンジニアリング作業が必要だった」。

## 公開
日本では、2014年10月23日からの第27回東京国際映画祭で世界初上映されたほか、「魔法の映画はこうして生まれる〜ジョン・ラセターとディズニー・アニメーション」で長期密着取材による製作の様子が描かれた（NHK2014年11月24日＝振替休日放送）。また、映画公開前に公認コミカライズが行われ、ディズニーでは初めて連載漫画化・漫画先行でのストーリー解禁に取り組んだ。映画公式ページと週刊少年マガジンで前日譚の読み切り「エピソード0」が掲載され、現在はマガジンSpecialで連載されている。エピソード0が期間限定公開され、少年マガジン公式サイトで第1・2話が公開されている。
日本では2014年12月20日に全国540スクリーンで公開され、動員46万3556人、興収6億0041万0500円をあげ、公開初週は『映画 妖怪ウォッチ 誕生の秘密だニャン!』に及ばず週末興行成績ランキング初登場2位となった。これは、ディズニーのアニメ映画としては『アナと雪の女王』に次ぐ2位の数字である。公開2週目の興行成績も2位となったのち、公開3週目にあたる2015年1月3日・4日の同ランキングでは妖怪ウォッチを抜いて1位となり、6億6999万2100円、観客動員50万5074人を記録した。4日時点の累計興収は41億4533万9200円。以後、公開8週目の2月7日・8日のランキングまで6週連続で週末興行成績1位を維持した。8日時点での累計興収は79億。動員は620万人を記録している。公開9周目は2位、10週目は3位にまで順位を下げたが、アカデミー賞受賞直後の11週目（2月28日、3月1日）は2位に再浮上した。
最終興行成績は、動員数720万人、興行収入91.8億円で、日本で公開されたディズニー・ピクサー映画の中で歴代5位、ディズニー映画に限定すると『アナと雪の女王』に続く歴代2位となった。
韓国と中国でリリースされた際には、主人公の「ハマダ・ヒロ」という名前が「Hero Armada」という名前に置き換えられ、主人公の兄の「タダシ」という名前も「Teddy」に置き換えられた。劇中登場する日本語表記の看板の一部も英語や中国語表記に変更されている。
DVDレンタルランキングでも、6週連続1位の記録を達成。翌週2位に落ちるも3週連続で2位をキープし、その後、再び1位にランク入りを果たした。

## 評価

### 受賞歴
| 賞                                              | 部門                                                                                        | 対象 | 結果       |
| ----------------------------------------------- | ------------------------------------------------------------------------------------------- | --- | ---------- |
| 第87回アカデミー賞                              | アニメーション映画賞                                                                        | ドン・ホール、クリス・ウィリアムズ、 ロイ・コンリ | 受賞       |
| 第42回アニー賞                                  | 長編アニメーション作品賞                                                                    | ベイマックス | ノミネート |
| 第42回アニー賞                                  | 監督賞                                                                                      | ドン・ホール、クリス・ウィリアムズ | ノミネート |
| 第42回アニー賞                                  | キャラクター・デザイン賞                                                                    | Shiyoon Kim、ジン・キム | ノミネート |
| 第42回アニー賞                                  | アニメーション効果賞                                                                        | マイケル・カスチャーク ジョン・コスニーク デビッド・ハッチンス ヘンリック・フォルト ピーター・ディモンド                                                                                                | 受賞       |
| 第42回アニー賞                                  | ストーリーボーディング賞                                                                    | Marc E. Smith | ノミネート |
| 第42回アニー賞                                  | 脚本賞                                                                                      | Robert L. Baird、Daniel Gerson、 Jordan Roberts | ノミネート |
| 第42回アニー賞                                  | 編集賞                                                                                      | ティム・メルテンス | ノミネート |
| 第13回全米視覚効果協会賞 長編アニメーション部門 |                                                                                             | |            |
| 視覚効果賞（長編アニメ大賞）                    | ドン・ホール、クリス・ウィリアムズ、 ロイ・コンリ、ザック・パリッシュ                       | 受賞 |            |
| アニメーション・キャラクター賞                  | ベイマックス（キャラクター名） Colin Eckart、John Kahwaty、 ザック・パリッシュ、Zack Petroc | 受賞 |            |
| CGモデル賞                                      | サンフランソウキョウ市 Brett Achorn、Minh Duong、 Scott Watanabe、Larry Wu                  | 受賞 |            |
| 環境クリエーション賞                            | ポータル内部 Ralf Habel、デビッド・ハッチンス、 マイケル・カスチャーク、Olun Riley          | 受賞 |            |
| FX/シミュレーション・アニメーション賞           | Henrik Falt、David Hutchins、 マイケル・カスチャーク、John Kosnik                           | 受賞 |            |
| 第65回アメリカ映画編集者協会賞                  | ベスト編集長編アニメ映画                                                                    | ティム・メルテンス | ノミネート |
| 第68回英国アカデミー賞                          | アニメーション映画賞                                                                        | ベイマックス | ノミネート |
| 第72回ゴールデングローブ賞                      | アニメーション映画賞                                                                        | ベイマックス | ノミネート |
| 第62回ゴールデン・リール賞                      | 長編アニメーション部門                                                                      | ベイマックス | 受賞       |
| 第51回アメリカ映画音響協会賞                    | アニメ映画部門                                                                              | オリジナル・ダイアログ・ミキサー：Gabriel Guy リ・レコーディング・ミキサー：David E. Fluhr リ・レコーディング・ミキサー：Gabriel Guy スコアリング・ミキサー：Alan Meyerson Foley ミキサー：Mary Jo Lang | 受賞       |
| 女性映画批評家協会賞                            | 最優秀ファミリー映画                                                                        | ベイマックス | 受賞       |
| 女性映画批評家協会賞                            | 最優秀アニメ女性キャラクター                                                                | ゴーゴー（ジェイミー・チャン） | ノミネート |
| 女性映画批評家協会賞                            | 最優秀アニメ女性キャラクター                                                                | ハニーレモン（ジェネシス・ロドリゲス） | ノミネート |
| 女性映画批評家協会賞                            | 最優秀セリフ賞                                                                              | Stop Whining. Woman Up!(ジェイミー・チャン） | 受賞       |
| ブロードキャスト映画批評家協会                  | 最優秀アニメーション映画                                                                    | ベイマックス | ノミネート |
| 第15回フェニックス映画批評家協会賞              | 最優秀アニメーション映画                                                                    | ベイマックス | ノミネート |
| 第15回フェニックス映画批評家協会賞              | 最優秀オリジナルソング                                                                      | "Immortals" by Fall Out Boy | ノミネート |
| 第19回サテライト・アワード                      | アニメーション/ミックス・メディア賞 （最優秀アニメ映画賞）                                  | ベイマックス | ノミネート |
| 全米製作者組合                                  | 劇場アニメ映画最優秀プロデューサー                                                          | ロイ・コンリ | ノミネート |
| 第18回トロント映画批評家協会賞                  | アニメーション映画賞                                                                        | | 次点       |
| ネバダ映画批評家協会賞                          | アニメーション映画賞                                                                        | ベイマックス | 受賞       |
| Kids' Choice Awards 2015                        | アニメーション映画部門                                                                      | ベイマックス | 受賞       |
| 第33回ゴールデングロス賞                        | 外国映画部門 最優秀金賞                                                                     | ベイマックス | 受賞       |

## テレビ放映
| 回数 | 放送局     | 放送枠           | 放送形態       | 放送日         | 放送時間    | 放送分数 | 平均世帯 視聴率 | 備考                                                     |
| ---- | ---------- | ---------------- | -------------- | -------------- | ----------- | -------- | --------------- | -------------------------------------------------------- |
| 1    | 日本テレビ | 金曜ロードSHOW!  | 本編ノーカット | 2016年12月23日 | 21:00-22:54 | 114分    | 8.9%            | 地上波初放送（二ヶ国語放送 / 文字多重放送 / データ放送） |
| 2    | 日本テレビ | 金曜ロードショー | 本編ノーカット | 2024年9月6日   | 21:00-22:54 | 114分    | 9.1%            |                                                          |

## 漫画版
映画に先行して日本で展開された、ディズニー公認のコミック版。エピソード0が『週刊少年マガジン』2014年36・37合併号（8月6日発売）に掲載され、続いて『マガジンSPECIAL』2014年9号（8月20日発売）から連載された。作画は上野春生。
エピソード0は公式サイトでも2014年8月20日より期間限定で配信された。

## テレビアニメ「ベイマックス ザ・シリーズ」
ディズニー・テレビジョン・アニメーション制作により、2017年からアニメ専門チャンネルディズニーXDにて全米で放送開始。劇場作品とは異なり2Dアニメーションとして制作される。
日本のディズニーXDでも2018年4月5日に映画版とテレビシリーズの間をつなぐ1時間エピソード「ベイマックス／帰ってきたベイマックス」を放送し、同年4月21日より「ベイマックス ザ・シリーズ」を放送開始する。
『キム・ポッシブル』を手掛けたマーク・マッコークル、ボブ・スクーリー、ニック・フィリッピが製作総指揮を務め、フィリッピはシリーズの監督も兼任する。原語版ではほとんどのキャストが劇場作品からの続投となるが、ワサビはデイモン・ウェイアンズ・Jrからカリー・ペイトン、フレッドはT・J・ミラーからブルックス・ウィーランにそれぞれ変更となる。

## テーマパーク
ベイマックスのハッピーライド
東京ディズニーランドのトゥモローランドに導入されているアトラクション。ディズニー映画『ベイマックス』をテーマとした世界で初めてのアトラクションであり、アトラクションではオリジナルの楽曲が使用されている。
2023年8月、アナハイムのディズニー・カリフォルニア・アドベンチャー内に、サンフランソウキョウを再現した「サンフランソウキョウ・スクエア」がオープンした。

## ゲーム版
『ベイマックス ヒーローズバトル』（原題：Big Hero 6 Battle in the Bay）は映画の後日談となる横スクロールアクションゲーム。プレイヤーキャラはヒロ、フレッド、ワサビ、ゴー・ゴーの4人から選択可能で、ベイマックスとハニー・レモンはサポートキャラとして登場する。
アメリカでは2014年10月28日にレベルファイブよりニンテンドーDS・ニンテンドー3DS版が、日本では12月10日にバーグサラ・ライトウェイトよりニンテンドー3DS版のみ発売された。
また、PlayStation 4ソフト『キングダム ハーツIII』にもビッグヒーロー6としてヒロ、ベイマックス、フレッド、ワサビ、ハニー・レモン、ゴー・ゴーの6人が登場している。